# Údolí Lužnice a Vlásenického potoka
Údolí Lužnice a Vlásenického potoka este o arie protejată (sit de importanță comunitară — SCI) din Republica Cehă întinsă pe o suprafață de 152,62 ha, integral pe uscat.

## Localizare
Centrul sitului Údolí Lužnice a Vlásenického potoka este situat la coordonatele 49°24′03″N 14°34′54″E / 49.400833°N 14.581667°E.

## Înființare
Situl Údolí Lužnice a Vlásenického potoka a fost declarat sit de importanță comunitară în noiembrie 2009 pentru a proteja un număr necunoscut de specii din flora spontană și fauna sălbatică aflate în arealul zonei.

## Biodiversitate
Situată în ecoregiunea continentală, aria protejată conține 3 habitate naturale: Pante stâncoase silicioase cu vegetație casmofită, Păduri de stejar și carpen Galio-Carpinetum, Păduri pe pante, grohotișuri și ravene de Tilio-Acerion.
La baza desemnării sitului se află un număr nedeclarat de specii protejate.